# Francisco das Chagas Marinho
Francisco das Chagas Marinho (Natal, 8 februari 1952 –  João Pessoa, 1 juni 2014) was een Braziliaanse voetballer, beter bekend onder zijn spelersnaam Marinho Chagas.  

## Biografie
Marinho begon zijn carrière bij Riachuelo, een kleinere club uit Natal en maakte in 1969 de overstap naar ABC, waarmee hij een jaar later het Campeonato Potiguar won. Na twee jaar bij Náutico ging hij vijf jaar voor Botafogo spelen. Na nog een jaar bij Fluminense ging hij in 1979 en 1980 in de Amerikaanse competitie spelen bij New York Cosmos en de Fort Lauderdale Strikers. In 1981 ging hij voor São Paulo spelen en won daarmee het Campeonato Paulista. Nadat hij nog voor enkele clubs speelde beëindigde hij zijn carrière in het buitenland bij Los Angeles Heat en het Duitse kleine clubje Harlekin Augsburg. 
Marinho speelde verscheidene jaren voor het nationale elftal en werd met zijn land vierde op het WK 1974.
Op latere leeftijd kreeg hij te maken met alcoholisme. Hij werkte als sportcommentator en overleed in 2014 aan een digestieve bloeding. 